# Srijemska oblast
Srijemska oblast je bila oblast u Kraljevini SHS. Sjedište je bilo u Vukovaru. Osnovana je Uredbom o podjeli zemlje na oblasti od 26. lipnja 1922. godine kojim je preustrojena Kraljevina SHS. Ukinuta je Zakonom o nazivu i podjeli Kraljevine na upravna područja od 3. listopada 1929. godine.

## Povijest
Uredbom o podjeli zemlje na upravne oblasti od 26. travnja 1922. te istodobno donesenim Zakonom o sreskoj i oblasnoj samoupravi (SN 92/1922), na osnovi čl. 95 Vidovdanskog ustava, Kraljevina Srba, Hrvata i Slovenaca (SHS) podijeljena je na 33 oblasti. Jedna od oblasti bila je i Srijemska oblast sa sjedištem u Vukovaru koja je teritorijalno obuhvaćala Srijemsku županiju i grad Vukovar. Zakonom o nazivu i podjeli Kraljevine od 3. listopada 1929. ukidaju se oblasti, a država se dijeli na 9 banovina. Dio Srijemske oblasti ušao je u sastav Drinske banovine sa sjedištem u Sarajevu, a dio u Dunavsku banovinu sa sjedištem u Novom Sadu. Od 16. studenoga 1929. oblasti se nazivaju i "oblasti u likvidaciji", a konačna likvidacija svih organa samouprave predviđena je najkasnije do 4. prosinca 1929. U Srijemskoj oblasti likvidacija je provedena 3. prosinca 1929. godine.

## Politika
Banska Hrvatska (Pokrajina Hrvatska i Slavonija) kao posebna pokrajina u sklopu Kraljevine SHS postojala do potkraj veljače 1924. Ukidanje svih povijesnih pokrajina i zemalja bilo je predviđeno još godine 1921. Vidovdanskim ustavom, kojim je država definirana kao jedinstvena i centralizirana država. Bilo je predviđeno da nova upravna podjela zemlje bude provedena osnivanjem oblasti, koje su trebale imati i neka obilježja samoupravnih tijela. Pokrajina Hrvatska i Slavonija naposljetku je ukinuta odlukom vlade od 15. veljače 1924., da bi s prvim ožujkom iste godine godine na njezinom području počele djelovati četiri oblasti: Zagrebačka, Primorsko-krajiška, Osječka i Srijemska. One su u početku bile bile tek jedinice državne uprave, da bi oblasne skupštine, oblasni odbori i ostala samoupravna tijela bili uspostavljeni nakon oblasnih izbora početkom 1927. Tada i oblasti s hrvatskom većinom ustrojavaju svoja samoupravna tijela. U Srijemskoj oblasti pobjedu je odnijela Narodna radikalna stranka, dok je Hrvatska seljačka stranka u oblasnoj skupštini bila u oporbi sa slabijim izbornim rezultatom od očekivanog.

## Uprava
Oblasna skupština predstavljala je zakonodavnu vlast. Saziv oblasne skupštine pripadao je velikom županu u kraljevo ime. Oblasna je skupština izglasavala oblasni proračun i oblasne uredbe, koje su imale karakter oblasnog zakona i mogle su se odnositi: na unutarnje poslovanje oblasnih samoupravnih vlasti, na ustrojstvo i poslovanje oblasnih samouprava i zavoda, reguliranje plaća i mirovina oblasnih činovnika, propisivanje načina uporabe oblasnih sredstava. Skupština je imala financijski odbor, odbor za uredbe i odbor za molbe i žalbe, te po potrebi druge predmetne odbore. Oblasna skupština imala je i nadzornu vlast, a na čelu joj je bio predsjednik, potpredsjednik i sekretari.
Oblasni odbor bio je izvršni organ skupštine, na čelu kojega je bio predsjednik koji je nadzirao rad svih činovnika i službenika samouprave, te upravljao izdavanjem oblasnog službenog lista. Pitanjima iz nadležnosti odbor se bavio na redovnim i izvanrednim sjednicama o kojima se vodio zapisnik.¸Odbor je imao sljedeća odjeljenja: 1. Administrativno odjeljenje, 2. Odjeljenje za financije, obrt i industriju, a) Oblasna financijska uprava s odjeljkom za blagajnu i odjeljkom za računovodstvo i knjigovodstvo, b) Odjeljenje za obrt i industriju 3. Odjeljenje za poljoprivredu, 4. Odjeljenje za narodnu prosvjetu, 5. Odjeljenje za građevinu i saobraćaj, 6. Odjeljenje za narodno zdravlje i socijalnu politiku.
Veliki župan vodio je opću upravu oblasti. Bila su mu potčinjena sva nadleštva i organi opće uprave u oblasti. Veliki župan bio je predstavnik vlade prema oblasnoj samoupravi, a postavljao ga je kralj na prijedlog ministra unutarnjih poslova. U nadležnosti su mu bili svi poslovi opće uprave izuzeti iz kotarskih nadleštava, a koji nisu bili vezani uz nadležnosti ministra. Obavljao je i nadzor nad svim organima opće uprave u oblasti, te rješavao žalbe protiv njihovih upravnih akata. Unutar ureda velikog župana djelovali su referenti, a ured je bio podijeljen na sljedeća odjeljenja: 1. Administrativno odjeljenje, 2. Odjeljenje za poljoprivredu, 3. Građevinarsko odjeljenje, 4. Veterinarsko odjeljenje, 5. Šumarsko odjeljenje, 6. Zdravstveno odjeljenje, 7. Prosvjetno odjeljenje.
Komesar oblasne samouprave ustrojen je kao zasebno tijelo temeljem Zakona o izmjeni Zakona o opštinama i oblasnim samoupravama, kojim su raspuštene oblasne skupštine i oblasni odbori, a veliki župani su ih bili dužni postaviti kako bi preuzeli njihove funkcije. Nadležnost komesara za Srijemsku oblast, Pavla Teodorovića, određena je temeljem Uredbe o radu komesara oblasne samouprave od 20. siječnja 1929. Komesar je preuzeo sve funkcije ukinute skupštine i odbora, a bio je pod neposrednim nadzorom velikog župana. Poslove su obavljali oblasni (stručni) referenti, a komesara je zamjenjivao šef oblasne financijske uprave. Činila su ga odjeljenja s nadležnostima istima onih oblasnog odbora: 1. Odjeljenje za građevinarstvo i saobraćaj, 2. Odjeljenje za poljoprivredu, 3. Odjeljenje za narodno zdravlje i socijalnu politiku, 4. Financijsko odjeljenje.